# Panniyannur
Panniyannur é uma vila no distrito de Kannur, no estado indiano de Kerala.

## Demografia
Segundo o censo de 2001, Panniyannur tinha uma população de 20 860 habitantes. Os indivíduos do sexo masculino constituem 46% da população e os do sexo feminino 54%. Panniyannur tem uma taxa de literacia de 86%, superior à média nacional de 59,5%: a literacia no sexo masculino é de 86% e no sexo feminino é de 85%. Em Panniyannur, 11% da população está abaixo dos 6 anos de idade.